# Nagytúr
Nagytúr (más néven Kisközéptúr, szlovákul Veľké Turovce) község Szlovákiában, a Nyitrai kerület Lévai járásában. Kistúr és Középtúr egyesítésével jött létre.

## Fekvése
Ipolyságtól 2 km-re északra, a Korpona patak partján fekszik.

## Története
Túr települést 1156-ban "Tur" néven az esztergomi érsekség tizedjegyzékében említik először. 1291-ben "Tur", "Turi", 1421-ben "Kezepthwr" alakban bukkan fel az írott forrásokban. Középtúr régi temploma 1260 körül épült, 1938-ban a Korpona-patak áradása mosta el és nem épült újjá. A 15. században a Jánoky, a Vajda, később a Thúry család birtoka. A hagyomány szerint a községből származott Thury György, a híres bajvívó, több vár kapitánya. A 18. században a Palásthyaké. 1828-ban 45 háza és 271 lakosa volt. Lakói mezőgazdasággal, szőlőtermesztéssel foglalkoztak.
Kistúrt külön 1343-ban "Kystur" néven említik először. 1388-ban köznemesi községként említik, 1434-ben "Thur" néven szerepel. A 18. században a Szentkereszty család birtokolta, majd a 19. században a Márthonffyaké . A 20. században az Ivánka család birtoka volt. 1715-ben két kúriát és 15 háztartást, 1720-ban 24 háztartást számláltak a községben. 1828-ban 30 házában 185 lakos élt. Lakói mezőgazdaságból éltek.
Vályi András szerint "Kis Túr, Felső Túr, Közép Túr. Három Magyar falu Hont Várm. földes Uraik külömbfélék, lakosaik katolikusok, és másfélék is, földgyeik meglehetősek, legelőjök elég van, szőlőhegyeik középszerű borokat teremnek."
Fényes Elek szerint "Tur (Közép), magyar falu, Honth vmegyében, 260 kath., 8 evang. lak. Mind a három helység közel fekszik egymáshoz a Korpona mellett, Ipoly-Ságtól északra 1 órányira. Szántóföldjeik jók s benne buzát, rozsot, kukoriczát, dohányt, zabot termesztenek. Szőlőjök és erdejök is van. F. u. Beniczky, Géczy, Mártonfy, Okolicsányi, Kasza, Pongrácz, Hán, Thury, s m. t."
"Tur (Kis), magyar falu, Honth vmegyében, 187 kath., 10 evang. lakossal."
A trianoni békeszerződésig mindkét település Hont vármegye Ipolysági járásához tartozott. 1938 és 1944 között újra Magyarország része. Kistúrt és Középtúrt 1967-ben egyesítették.

## Népessége
| Év:            | 1994. | 2004.   | 2014.   | 2024.   |
| -------------- | ----- | ------- | ------- | ------- |
| Emberek száma: | 822   | 806     | 750     | 749     |
| Eltérés:       |       | -1,94 % | -6,94 % | -0,13 % |

| Év:            | 2023. | 2024.   |
| -------------- | ----- | ------- |
| Emberek száma: | 742   | 749     |
| Eltérés:       |       | +0,94 % |

1880-ban Kistúr 231 lakosából 201 magyar és 19 szlovák, Középtúr 246 lakosából 231 magyar és 2 szlovák anyanyelvű volt.
1890-ben Kistúr 291 lakosából 266 magyar és 25 szlovák, Középtúr 346 lakosából 324 magyar és 22 szlovák anyanyelvű volt.
1900-ban Kistúr 333 lakosából 315 magyar és 16 szlovák, Középtúr 304 lakosából 290 magyar és 12 szlovák anyanyelvű volt.
1910-ben Kistúr 411 lakosából 379 magyar és 31 szlovák, Középtúr 315 lakosából 306 magyar és 9 szlovák anyanyelvű volt.
1921-ben Kistúr 365 lakosából 305 magyar és 50 csehszlovák, Középtúr 352 lakosából 344 magyar és 4 csehszlovák volt.
1930-ban Kistúr 452 lakosából 389 magyar és 61 csehszlovák, Középtúr 399 lakosából 375 magyar és 2 csehszlovák volt.
1941-ben Kistúr 414 lakosából 408 magyar és 6 szlovák, Középtúr 466 lakosából 462 magyar és 4 szlovák volt.
1970-ben 890 lakosából 608 magyar és 281 szlovák volt.
1980-ban 792 lakosából 530 magyar és 255 szlovák volt.
1991-ben 859 lakosából 563 magyar és 290 szlovák volt.
2001-ben 805 lakosából 489 magyar és 307 szlovák volt.
2011-ben 752 lakosából 435 magyar és 311 szlovák volt.
2021-ben 742 lakosából 397 (+12) magyar, 326 (+10) szlovák, 4 egyéb és 15 ismeretlen nemzetiségű volt.

## Neves személyek
- Itt született 1923-ban Villányi Miklós politikus.

## Nevezetességei
- 13. századi középtúri Szent Márton templom, 1938-ban átépítették, belseje barokk.
- A kistúri kastélyt Plachy Zsigmond építette (1900-1905), szecessziós stílusban.
- Kistúron a 18. század második felében épült klasszicista kúria (Ivánka-kastély).
- A kistúri kápolna 1901-ben épült.
- Középtúron 1874-ben készített kápolnaszerű képoszlop áll.
- Középtúron több 19. századi, népi építésű parasztház áll.

## Külső hivatkozások
- Községinfó
- Nagytúr Szlovákia térképén
- Alapinformációk
- E-obce.sk Archiválva 2008. május 30-i dátummal a Wayback Machine-ben